# Alkotmány

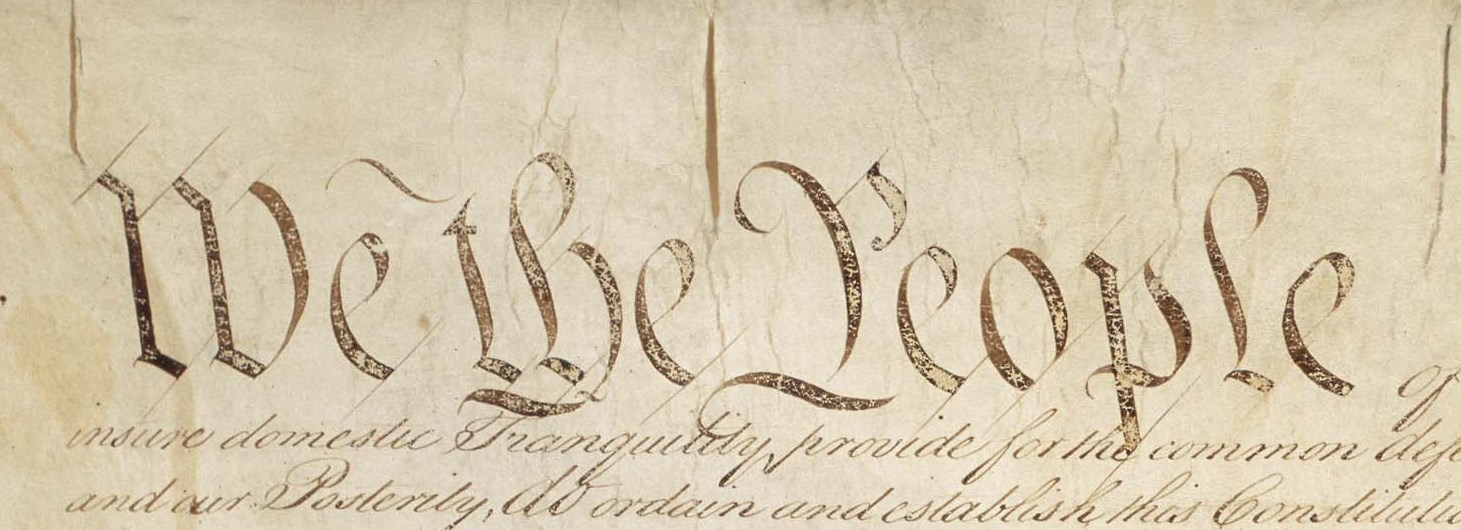
Az első kartális (írott formájú) alkotmány 1787-ben az Amerikai Egyesült Államok alkotmánya volt. "Mi, az Egyesült Államok népe attól vezetve…"

Alkotmány alatt általában a társadalom működésével kapcsolatos érdekek és célok, az állam belső szabályozására és külkapcsolatára vonatkozó alapelvek, a jogforrási rangsor csúcsán elhelyezkedő, egy alaptörvényben megjelenő összességét értjük. Szabályozási tárgya még az alkotmány és az alkotmányosság védelme. Létrejöhet a társadalmi csoportok, különböző térségek, nemzeti közösségek érdekszövetsége alapján, vagy a központi hatalom által. Megnevezése a világban legelterjedtebb kartális alkotmányokhoz kapcsolható, de átvitt értelemben, visszavetített fogalomként használatos a korábbi történeti alkotmányokra is. Alkotmány, alkotmánytörvény, alaptörvény, konstitúció vagy charta néven jelenik meg. 
A Magyar Köztársaság alkotmánytörvénye elnevezésében „Alkotmány” volt 2011. december 31-ig, ezt váltotta a 2012. január 1-jétől hatályos Magyarország Alaptörvénye elnevezés.

## Története
Magyar történelmi (történeti) alkotmánynak nevezik az állam és a társadalom működésének koronként változó szabályait, melyeket 1949-ig nem rögzített egységes jogszabály, írott alkotmány. A 19. század végén és a 20. század első felében alkotmányos jelentőségűnek törvények és szokások egy olyan csokrát tekintették, melyek születési ideje a legtágabb értelmezésben a 10. századtól a 20. század közepéig ívelt. Ez az úgynevezett "történeti alkotmány" tehát mindig az adott kor pillanatnyilag érvényes alkotmányos berendezkedését jelentette, ebből következően soha nem volt állandó, folyamatos változásban volt.
A kartális alkotmány megnevezésének alapját az oktrojált (erőltetett, kényszerítő) alkotmányok képezték, amelyek nem az uralkodó és a nép, vagy népképviselet, mint két egyenrangú félnek az egyezségéből keletkezett, hanem a szorult helyzetbe jutott uralkodó kényszerült az engedményre. Később a hatalmában megerősödött főhatalom ezt visszavonhatta, ezért hívják ezt papiros-alkotmánynak.
Az írott alkotmány (kartális, rendszeres alaptörvényű, papiros-alkotmány) fogalma az újkor elején fejlődött ki az abszolutizmussal szemben álló polgári eszmék ideológiai eszköztárának elemeként, az isteni tekintéllyel helyett az egyéni érdeket támogatta. Ebben a korszakban az igény felerősödik a népszuverenitással, a jogegyenlőséggel, az emberi jogokkal érvényesülése a szabadságjogokkal és a jogállamisságal kapcsolatosan. A felsorolt igénynek szükségszerűen megváltoztatták és alkotmányban szabályozták a közhatalom gyakorlásának módját, a hatalmi ágak szétválasztását és viszonylagos egyensúlyát, a közhatalom és a társadalom együttműködését.
Az első kartális (írott formájú) alkotmány 1787-ben az Amerikai Egyesült Államok-é, radikális polgári átalakuláson átmenő, illetve meggyökeresedett alkotmánytörténeti előzménnyel nem rendelkezett. Ezt a rövid ideig érvényes lengyel alkotmány követte 1791-ben, valamint a francia alkotmányt is 1791-ben fogadták el. Ezt követte Belgiumé, s a német nyelvterületek országaié, majd általánossá vált. A 18. századtól, főleg a 19-20. században világszerte folyamatosan a kartális alkotmány terjedt el.
Az uralkodó által kierőszakolt, vagyis oktrojált alkotmány például 1814-ben a francia, 1849. március 4-én az osztrák alkotmány, valamint a diktatórikus rendszerek (proletárdiktatúra, fasizmus) alkotmánya.
Az alkotmány lényeges átalakítása esetén előfordult, hogy az alkotmányozó teljesen új alkotmányt alkot (például Franciaország, Németország). Másutt viszont többszöri módosítás után hosszú ideig hatályos. Erre jó példa az Amerikai Egyesült Államok 1787-ben elfogadott alkotmánya.

## Az alkotmány helye a jogszabályok között
Az alkotmány a jogforrási rangsor csúcsán elhelyezkedő, a többi jogszabály, jogi norma fölé rendelt alaptörvény, ezért nem lehet egyetlen más részletező és kiegészítő szabály rendelkezése ellentétes azzal. Mint belső jogforrás, a társadalmi csoportok illetve a központi hatalom hatáskörébe tartozik a megalkotása, mint külső jogforrás, törvényi formában jelenik meg, legmagasabb szintű és egyedi megnevezésű törvényként.
Az alaptörvény feladata a fő szabályok, alapelvek és alapértékek meghatározása, a többi jogforrást pedig a részletes szabályozás jellemzi. A kartális alkotmány általában nem tartalmazza valamennyi alkotmányjogi rendelkezést. Az alkotmányjogi szabályokat tartalmazó külön törvényeket organikus-, alkotmánytörvényeknek (sarkalatos törvényeknek) nevezzük. Ide sorolható a parlament működésének szabályai, állampolgárság, választójogi rendszer szabályozása, önkormányzati rendszer szabályozása, bírósági rendszer szabályozása.
Különlegesség, hogy Svédországban az alapvető jelentőségű alkotmányjogi szabályokat nem egy, hanem egy adott korszak különböző témájú, több kiemelt rangú törvénye foglalja magában. Ez a törvénygyűjtemény egy kartális alkotmányt alkot.

### Szokásjog
A kartális alkotmányok keletkezésének az időszakától a szokásjog szerepe általában csökkent, mert azok nagy részét jogszabályban foglalták. Előtte a történeti alkotmányoknál, a szokásjognak nagyon jelentős szabályzó szerepe volt.

## Az alkotmányozás módja
- A kartális alkotmány megalkotását többnyire a törvényhozás végzi, de esetenként a nép vagy törvényhozáson kívüli közösségi képviselők is feladatot kapnak az alkotmányozásban, illetve lehetséges az alkotmányozó és a törvényhozó hatalom szétválása is. Leggyakrabban a kartális alkotmány elfogadására valamilyen minősített többség vagy különleges eljárás szükséges, ami az alkotmányvédelemnél is használatos.
- Az alkotmánybíróság tevékeny szerepével, alkotmányértelmezései révén az alkotmányozás önálló szereplőjének tekinthető.
- Az organikus törvények formailag akár azonosak is lehetnek más törvényekkel, de elfogadásuk különleges eljárással történik.

### Oktrojált alkotmányozás
Az alkotmányozást főleg a központi hatalom végzi, akiknek tükrözi az érdekét. E felfogás szerint az állam feladata a társadalom vezetése, a társadalmi célok meghatározása, melynek az egyes polgárok érdekeit alárendeli. Előfordul olyan, hogy a szorult helyzetbe jutott hatalom kényszerül az engedményre, amit azután bármely pillanatban visszavonhat, ha újra megerősödik.

### Demokratikus alkotmányozás
A demokratikus alkotmányt többé-kevésbé a nép vívja ki. Fontos az önálló alkotmányozó hatalom létrehozása, mert az alkotmány többek között a hatalomgyakorlási rendszer kereteit szabja meg, ezáltal nemcsak a főhatalom akarata jelenik meg benne. Ilyenkor az alkotmányt a társadalmi csoportok, különböző térségek (járások, megyék, régiók, tartományok, szövetségi állam tagjai) és nemzeti közösségek szövetségei hozzák létre. A polgárok egyéni érdekeit tartja szem előtt, célja ezen érdekek érvényesülését segíteni. Az emberek veleszületett jogaik egy részéről lemondanak a közösség, az állam javára, de ellenőrzik a társadalom irányítóit. Így az alkotmány a lehető legmagasabb szintű társadalmi megegyezést fejezi ki, tehát társadalmi szerződésnek nevezhető. Ennek következtében egyensúly jöhet létre az állampolgárok egyéni érdeke, a társadalmi csoportok és a hatalom között. Az alkotmányozás ezáltal biztosíthatja az alkotmány demokratikus jellegét és széles körű elfogadottságát.

## Az alkotmány szabályozási tárgya
Szabályozási tárgya az alkotmányos alapértékek, a társadalom működésével kapcsolatos érdekek, vagyis a közérdek meghatározása. Szabályozási tárgya még az államiság, az alkotmány védelme és az alkotmányosság védelme. Az államiság újjászervezése (megalakulása) biztosítja alkotmányos alapértékek megvalósítását.

### Alkotmányos alapértékek
Ezen elvek az alkotmány minden rendelkezését áthatják, ezért fontos meghatározni az állampolgár jogát és kötelességét valamint a társadalmi célokat és érdekeket. Ide tartoznak a társadalom tagjainak és közösségeinek jogai azok védelmezése és korlátozása, kötelessége, felelőssége és felelősségre vonása, valamint a társadalmi célok és érdekek meghatározása.

#### Az alapvető személyi jogok védelmezése és korlátozása
- Biztosítja például a szólás-, gondolat-, vélemény- és sajtószabadságot, a gyülekezés szabadságát, a vallásszabadságot, kinyilatkoztatja az élethez, a jó hírnévhez, a munkához való jogot.
- Vitát generálhat még az élethez való jog értelmezése az abortusszal, a halálbüntetéssel, vagy az eutanáziával kapcsolatban, a lakhatáshoz való jog, vagy a jövő nemzedékeinek jogainak alkotmányba iktatásának szükségessége is.

#### A polgárok jogai, kötelessége és felelőssége
Ez a téma a társadalom tagjainak, az állampolgárok jogaival, kötelességeivel és felelősségével foglalkozik, elsősorban azzal, hogy ezek közül melyeket a legcélszerűbb az alkotmányban is feltüntetni.

#### A közösségi jogok védelmezése és korlátozása
Ez a szakasz a család és a többi közösség védelmezéséről és az észszerűség keretei közötti korlátozásáról szól.

#### A társadalom közösségeinek kötelessége és felelőssége
Ide tartozó közösségek a család, a település polgárai, a kistérség , nagyobb térség (régió, megye, tartomány) és az állam lakosai, nemzeti közösségek és egyéb közjogi feladatokat ellátó közösségek kötelessége és felelőssége.

#### Társadalmi célok és érdekek
Egy modern alkotmánynak ki kell mondania alkotmányosság azon legfontosabb elveit, a társadalmi célokat, a társadalom egészének a közös érdekét a szociálpolitika céljait valamint a kulturális célokat.
- Az állam céljainak meghatározásánál két elterjedt álláspont létezik. Az egyik, jellegzetesen a keleti országokban, illetve diktatórikus rendszerekben (különösen: kommunizmus, fasizmus) élő felfogás szerint az állam feladata a társadalom vezetése, a társadalmi célok meghatározása, melynek az egyes polgárok érdekeit alárendeli. Az angolszász államfelfogás a polgárok egyéni érdekeit tartja szem előtt, célja ezen érdekek érvényesülését segíteni. A két felfogás az állam tevékenységének határait befolyásolja, de a tevékenység jellege hasonló.
- A kormányzás (közigazgatás) célja az alkotmányos alapértékek és a társadalmi igazságosság tehát a közjó szolgálata. A közigazgatási és közhasznú feladatok megvalósításakor a kormányzás egyféle kiegyenlítő szerepet is betölt, amikor az egyes csoportok érdekeit védve az erkölcs és az igazságosság talaján a közjóra törekszik.
- A költségvetési szervek közhasznú tevékenysége a társadalom közös szükségleteinek kielégítésére szolgál nyereség- és vagyonszerzési cél nélkül. Ezek olyan a tevékenységek, amit más nem végezhet, vagy a közösségen kívül más nem akarja működtetni.
- Cél szabályozni alkotmányos szinten az államadósságot, vagyis a központi költségvetés, az elkülönített állami pénzalapok és a társadalombiztosítás pénzügyi alapjainak együttes adósságát, illetve kiterjesztve az államháztartási adósságra, melyben a települési és térségi (járás, megye, régió, tartomány) adósság is benne foglaltatik. Ezek a szabályok biztosítják az állandóságot a közpénzügyekben, ami magát az állam biztonságát is jelentik.
- Társadalmi érdek közalkalmazottak és a költségvetési támogatottak alkalmazottjai javadalmazásának, költségtérítésének a behatárolása (felső határa).
- A jogállamiság betartása.
- Célja a népszavazás kiterjesztése, mivel a demokráciában a népszavazás a hatalomgyakorlás legfelsőbb döntéshozója.
- Célja a társadalom működésével kapcsolatos érdekek jogszabályokkal való szabályozása.
- Célja meghatározni, hogy mely közérdekű tevékenységek támogatása illetve működtetése elismerten közösségi, állami vagy nemzetközi feladat.

### Az államiság
Meghatározott területen élő emberek kormányzattal és szuverenitással rendelkező közössége. Viszonylagos önállósággal rendelkező szervezet. Az alkotmány tartalmazza az államiságra vonatkozó legfontosabb ismérveit, mint az államforma a területiség, jelképek, a belső szuverenitás és a külső szuverenitás fokát.

#### Az állam területei és a jelképei
- Tartalmazza az állam nevét és jelképeit.
- Itt meghatározza, hogy mely térségek és lakosok tartoznak az államhoz.
- Meghatározza a térségekben élő népcsoportokat és a hivatalos nyelveket.

#### Külső szuverenitás
Függetlenséggel, önálló államhatalom rendelkezik egy meghatározott területen élő népesség felett. A döntéseket külső felügyelet nélkül hozza meg. Meghatározza, hogy az államhatalom külső szuverenitásának a gyakorlását hogyan szabályozzák
- a nemzetközi jogszabályok,
- a nemzetközi szerződések és egyezmények,
- az állam pénzügyi politikája és
- a honvédelemmel.

#### Belső szuverenitás
Az alkotmányos alapértékek szellemében szabályozza a hatalmi szerkezetét, feladatait és bevételei, a döntések jogának felosztását, a döntéshozatal résztvevőinek meghatározását, a döntéshozatali eljárásokat, a hatalom felelősségét, ellenőrzését, védelmét és felelősségre vonását, valamint a választási rendszert. Meghatározza a társadalmi rendszert, mely tartalmazza a gazdasági rendszert, a jogrendszert és a politikai rendszert.

##### Hatalmi szerkezetek és feladatai
Az alkotmány meghatározza az államforma két alapvető összetevőjét, az államszerkezetet és a kormányformát. Az államszerkezet az államnak, mint egésznek és részeinek rendszerét, egymáshoz való viszonyát fejezi ki. Fontos jellemzője a központosítottság vagy decentralizáltság, ez mutatja, hogy az egyes részek milyen fokú önállósággal rendelkeznek. Magas szintű decentralizáció esetében települési és térségi közügyekben a helyi közigazgatási szerv és önkormányzat, országos jelentőségű ügyekben a központi közigazgatási szerv jár el.
Meghatározza az állami szervek hatalmi ágainak szétválasztását, szervezeti rendszerét, hatáskörök szintek szerinti elosztásának az elvét, intézményrendszerét, ezek feladatát és így létrehozza hatalmi ágak egyensúlyát.
Meghatározza a döntéshozatali eljárások gyakorlásának az elvét, hogy milyen esetben használható a többségi, minősített többségi, egyedi vétójog, megegyezéses döntés és a népszavazás. Demokráciában az alkotmány szabályozza a népszavazás alapelvét, mint például a módját és a döntési jogkörét. Szabályozza, hogy mely kérdésekben döntéshozó és melyekben véleménynyilvánító a népszavazás.
A kormányforma lehet monarchia, köztársaság illetve alaki köztársaság. Rendelkezik a közigazgatás rendszeréről, azok egymáshoz és a lakossághoz való viszonyáról. Meghatározza a közigazgatás egyes lépcsőit és azok feladatát. A közigazgatási szerv csak a rá vonatkozó jogszabályokban lefektetett módon, és csakis az közigazgatási eljárás szabályai szerint folytathat eljárást.
- A törvényhozói hatalom
  - a parlament,
  - a köztársasági elnök vagy az uralkodó (parlamentáris hatalomgyakorlásnál) és
  - a helyi önkormányzatok.
- A végrehajtó hatalom,
  - a köztársasági elnök (prezidenciális hatalomgyakorlásnál a végrehajtó hatalom feje),
  - a kormány,
  - a helyi kormányzás,
  - a rendfenntartók és
  - a honvédség (hadsereg).
- Az igazságszolgáltatói hatalom,
  - az alkotmánybíróság,
  - a bírói szervek és
  - az ügyészség.
- Közfeladatot ellátó
  - köztestület és
  - társadalmi szervezet, mint például
    - az egyházak és
    - a politikai pártok.
- Ellenőrző feladatokat ellátó szervezetek, intézmények
  - az Állami Számvevőszék,
  - a jegybank,
  - a választási bizottságok,
  - a közbeszerzési hivatal,
  - a gazdasági versenyhivatal,
  - az országgyűlési biztos és
  - a pénzügyi szervezetek felügyelete.

##### Választási rendszer
A hatáskörök, a döntéshozatali eljárásokat, a közjogi feladatok, a nemzeti közösségek, és a térségek érdekeinek figyelembevételével kialakíthatja a hatalmi rendszerének a választási alapelvét.

##### Az államháztartás rendszere
Az államháztartás rendszere rendezi az alapvető pénzügyi rendszereket, az elveket, illetve azokat a viszonyokat az egyes szervek közt, melyek érintettek a közpénzügyek és közvagyon kezelésében vagy akár ellenőrzésében.
- A pénzügyekhez kapcsolódnak a költségvetési szabályok, mely korlátozhatja, vagy tilthatja a hiányt. Például a költségvetési hiány nagysága, nem haladhatja meg a közberuházások mértékét. Mindenképp szabályozásra szorul az egyes helyi önkormányzatok anyagi helyzete is bele értve a pénzügyi forrásokat. Az önkormányzatok kötelező feladataik ellátása mellett, további feladatokat is vállalhatnak annak érdekében, hogy élhetőbbé tegyék az általuk irányított területet.
- Meghatározza a nem kormányzati szervezetek pénzügyi támogatásának a mértékét és a módját.

##### A döntéshozó kötelessége és felelősségre vonása
- Képviseleti demokrácia esetében szabályozza, az önkormányzatok feloszlatásának feltételét, a képviselők, a választott elöljárók visszahívásának feltételét. Alkotmányos mulasztás vagy egyéb súlyos kötelességmulasztások esetén, például a közigazgatási bíróság, megszüntetheti a képviseleti megbízást és korlátozza a passzív választójogát.
- Köztisztviselők esetében meghatározza a közügyektől való eltiltás feltételeit.

##### A döntéshozók védelmezése és korlátozása
- A hatalom mentelmi joga
- A képviselők és a választott elöljárók passzív választójoga.

##### A különleges jogrend
- A rendkívüli állapotra és a szükségállapotra vonatkozó közös szabályok
- A rendkívüli állapot
- A szükségállapot
- A megelőző védelmi helyzet
- A váratlan támadás
- A veszélyhelyzet
- A különleges jogrendre vonatkozó közös szabályok

### Az alkotmány védelme
A kartális alkotmány a jogrendszerben sajátos helyzetű és megnevezésű törvény, ezért védelme egyedileg megoldható. A védelem lehet tartalmi és eljárás jellegű.
- Tartalmi védelem a kiemelkedően fontosnak ítélt alkotmányos rendelkezések megváltoztathatatlannak nyilvánítása.
- Eljárásbeli módosítás védelme,
  - minősített többséghez kötött szabály,
  - népszavazás általi megerősítéshez kötése,
  - két alkotmányozó (törvényhozó) szerv általi megerősítéshez kötése,
  - két választási ciklus törvényhozói általi megerősítéshez kötése,
  - az előbbiek kombinációja, és még más megoldások.
- Eljárásbeli módosítás védelem az alaptörvényen kívül a többi előre meghatározott alaptörvényekre is kiterjeszthetők.

### Az alkotmányosság védelme
Az alkotmánybíráskodás felügyeli a jogszabályalkotást, mivel az alkotmány a jogforrási rangsor csúcsán elhelyezkedő alaptörvény, ezért nem lehet egyetlen más jogszabály ellentétes azzal.

## Gyakorlatban
Jelenleg a legtöbb ország kartális alkotmánnyal rendelkezik. Magyarországon először a Tanácsköztársaság idején, 1919-ben kísérelték meg kartális alkotmány bevezetését, azonban erre végül csak 1949-ben került sor.